# 台北北投雅樂軒酒店
台北北投雅樂軒酒店（英語：Aloft Taipei Beitou）位於台北市北投區，酒店由三寶建設投資興建，委託萬豪國際以雅樂軒酒店品牌經營管理。本酒店為萬豪國際在台灣的第二間雅樂軒酒店，共有292間客房，2017年1月正式開幕。

## 大眾運輸

### 鐵路運輸
```
臺北捷運
```

- 淡水線：北投站、奇岩站

## 外部連結
- 台北北投雅樂軒酒店 （页面存档备份，存于）